# Великое Марокко

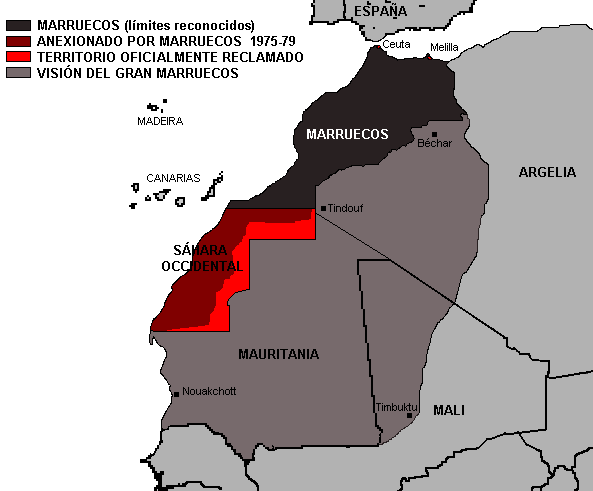
Великое Марокко

Великое Марокко — ирредентистская концепция, возникшая в 1940-е годы. Термин Великое Марокко ассоциировался со всеми территориями, когда-либо находившимися под управлением марокканских султанов, наиболее часто применялся к испанским анклавам на территории Марокко и к соседней Западной Сахаре. В настоящее время марокканское правительство утверждает, что не разделяет эту концепцию.

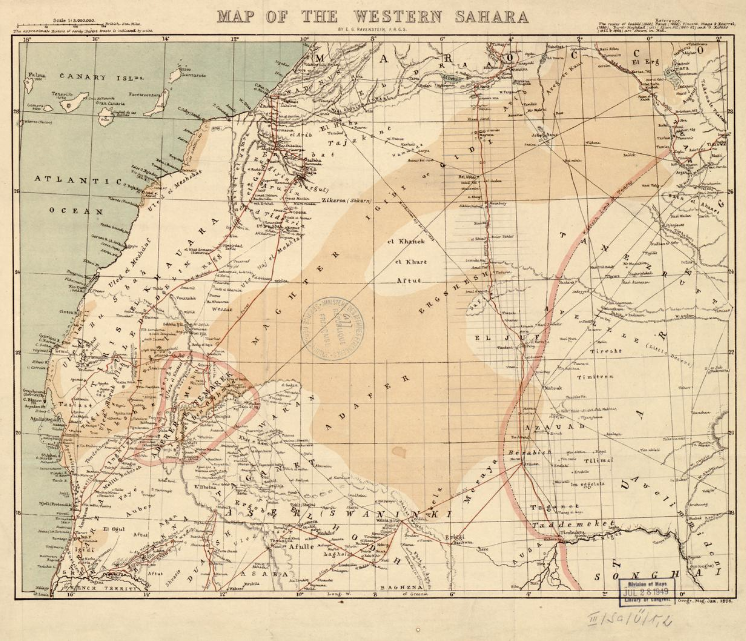
Западная Сахара в 1876

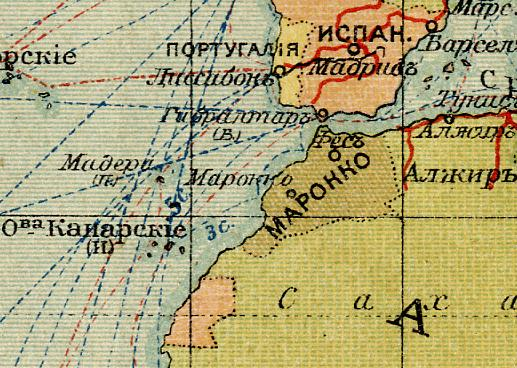
Марокко в 1908 году

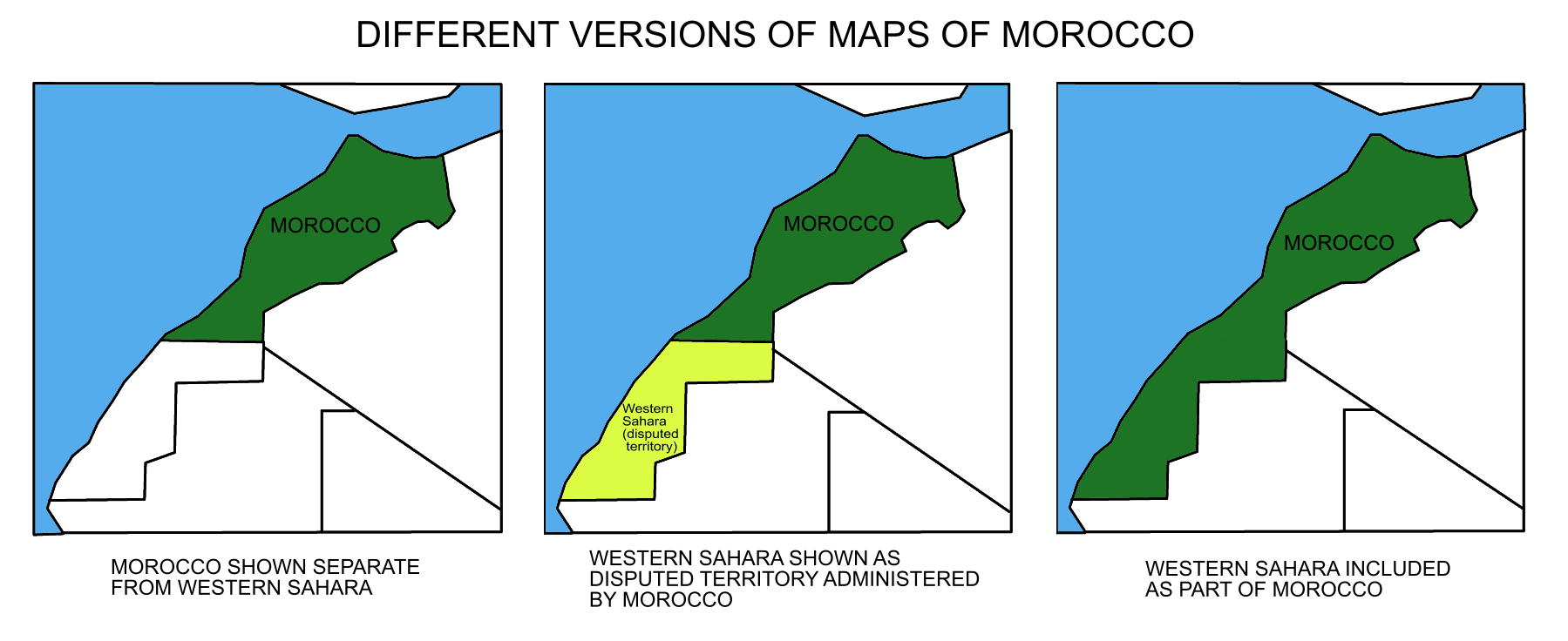
Различные карты Марокко:
1)Территория Марокко, признанная ООН
2)Территория, управляемая Марокко.
3)Территория Марокко согласно официальной политике правительства

Концепция Великого Марокко распространялась партией Истикляль и изначально служила пропагандой для поддержки населения в борьбе против французского колониального режима. После получения Марокко независимости от Франции в 1956 году и смерти султана Мухаммеда V в 1961 году, его сын и наследник Хасан II взял концепцию великого Марокко на вооружение для завершения получения независимости. После упразднения французского протектората, Марокко присоединило Танжер и другие территории на севере, принадлежавшие Испании. После испано-марокканской войны 1957—1958 годов к Марокко были присоединены также испанские территории на юге Марокко, Ифни и сектор Тарфая (Мыс Хуби).
Концепция Великого Марокко получила наибольшее распространение в 1960-е годы, когда лидер партии Истиклаль, Аллаль аль-Фасси, занимал высокие посты в марокканской администрации и даже короткое время был министром иностранных дел. В наиболее радикальном варианте Великое Марокко включало также Мавританию и часть Алжира. Марокко признало независимость Мавритании с опозданием, а в 1976 году это послужило одной из причин участия Мавритании, опасавшейся усиления Марокко в регионе, в войне в Западной Сахаре.
Хотя правительство Марокко не имеет территориальных претензий к Мавритании и Алжиру, оно продолжает контролировать территорию Западной Сахары. По этой причине Марокко не входит в Организацию африканского единства (ОАЕ), одним из основополагающих принципов которой является нерушимость постколониальных границ, в то время как Сахарская Арабская Демократическая Республика входит в ОАЕ.